# Patrick Kéchichian
Pour les articles homonymes, voir Kechichian.
Patrick Kéchichian, né à Paris le 2 mai 1951 et mort dans la même ville le 18 octobre 2022, est un journaliste, écrivain et critique littéraire français, ancien journaliste au Monde.

## Biographie
En 1985, Patrick Kéchichian entre, comme journaliste et critique littéraire au Monde des livres. Avant de quitter le journal à la fin de 2008, il exerça, une dizaine d’années, les responsabilités de rédacteur en chef adjoint. À partir de 2009, il collabore, en tant que critique littéraire, au quotidien La Croix. Il publie également des articles critiques dans diverses publications (Art Press, Panorama, Critique, La Revue des deux mondes, Les Temps modernes, Nunc, Esquisse(s)…). Il tenait également, depuis 2012, une chronique littéraire dans le magazine Croire, du groupe Bayard.

## Catholicisme
Patrick Kéchichian, longtemps critique littéraire au Monde , a découvert la foi à la trentaine et est devenu un catholique convaincu. Petit éloge du catholicisme témoigne de sa foi et de son engagement dans l'Église catholique[source insuffisante].

## Œuvres

### Essais
- Les Usages de l'éternité. Essai sur Ernest Hello, Le Seuil, coll. « Fiction & Compagnie », 1993, 276 p. (ISBN 978-2-02-019710-6).
- Les Origines de l’alpinisme : Exercices spirituels, Seuil, coll. « Fiction & Cie », 2001, 144 p. (ISBN 978-2-02-047298-2).
- Stanislas Breton, Patrick Kéchichian et Philippe Moret, La Conversion de Paul, Desclée de Brouwer, coll. « Triptyque », 2001, 124 p. (ISBN 978-2-220-04921-2)
- L'Aiguille de minuit. Carnets de l'Alpiniste (id. 2004).
- Des Princes et des principautés. Pamphlet (id. 2006).
- Petit Éloge du catholicisme, Paris, Folio, coll. « Folio 2€ », 2009, 127 p. (ISBN 978-2-07-035973-8)
- Paulhan et son contraire, Paris, Gallimard, coll. « L'Un et l'Autre », 2011, 291 p. (ISBN 978-2-07-013166-2)
- Saint Paul, le génie du christianisme, Points, coll. « Petites Sagesses », 2012 (ISBN 978-2-7578-2628-7)[5]
- Laurence Plazenet, Patrick Kéchichian et Marc Rastoin (trad. du grec ancien), Lettres, Clichy, Editions de Corlevour, coll. « La Bible », 2014, 332 p. (ISBN 978-2-37209-001-8)
- Benoît Lobet, Patrick Kéchichian et Gabriel Ringlet, Dieu, un personnage de roman ?, Namur/Paris, Lumen Vitae, coll. « Trajectoires », 2016, 84 p. (ISBN 978-2-87324-535-1)
- La Défaveur, Paris, Ad Solem, coll. « Art-Littérature », 2017, 164 p. (ISBN 978-2-37298-047-0)[6]
- Patrick Kéchichian, Peter Schnyder et Pierre Masson, Gide, Copeau, Schlumberger : L’art de la mise en scène, Gallimard, coll. « Les cahiers de la NRF Biographies », 2017 (ISBN 978-2-07-272638-5)
- Tracts de Crise (N°11) : Le Dehors n'est pas loin, Editions Gallimard, 2020, Format Kindle (ASIN B0868S3GYC)

### Préfaces et postfaces
- Postface de Prières et Méditations, d’Ernest Hello (Éditions Arfuyen, 1993).
- Préface de la réédition des numéros de la revue Le Pal, de Léon Bloy (Éditions Obsidiane, 2006).
- Préface du Journal 1927-1928, « Hérïne, cocaïne, la nuit commence », de Mireille Havet (Éditions Claire Paulhan, 2010)
- « Lecture » des Lettres. Reprise des Epîtres de la Bible de Le Maître de Sacy (Éditions du Corlevour, 2014).

### Choix d'articles
- « La critique peut-elle juger ses valeurs ? » 9e Forum Le Monde-Le Mans (octobre 1997), Seuil, 1998.
- « La “littérature chrétienne” en question », Christus, n° 180, octobre 1998.
- « L’inachevable », Bulletin de l’Amitié Charles Péguy, n° 101, janvier-mars 2003.
- « De la littérature érotique et de quelques-uns de ses paradoxes », La Règle du jeu, n° 24, janvier 2004.
- « La dictée des hauteurs », L’Infini, n° 86, printemps 2004.
- « L’organe de la parole dans la littérature érotique », 19e Forum Le Monde-Le Mans, novembre 2007, Presses universitaires de Rennes, 2008.
- « J.P. ou le Critique », La place de La NRF dans la vie littéraire du XXe siècle, 1908-1943, Entretiens de la Fondation des Treilles (mai 2009) ,  Gallimard, « Les Cahiers de La NRF », 2009.
- « Paris, la ville des miroirs », Revue des deux mondes, mars 2010.
- « Génie du catholicisme », Revue des deux mondes, septembre 2010.
- « Réponse à une déroute annoncée », dans Penser l’inscription de l’Église, actes du colloque de l’Observatoire Foi et Culture de la Conférence des évêques de France (décembre 2010), Éditions Parole et Silence, 2011.
- « La NRF contre les écrivains catholiques », dans L’esprit NRF : définition, crises et ruptures, 1909-2009, actes du colloque de l’Imec à Caen (décembre 2009), Gallimard, « Les cahiers de La NRF », 2013.
- « Seules m’emportent les apparitions », Pierre Michon. Le Lettre et son ombre, actes du colloque Pierre Michon, Cerisy-la-Salle (août 2009), Gallimard, « Les Cahiers de La NRF », 2013.
- « La crise d’identité du critique », Les Temps modernes, « Critiques de la critique », n° 672, janvier-mars 2013.
- « La patience du questionnement est le chemin de la réponse », dossier sur Jean-Louis Chrétien, Critique, n° 790, mars 2013.
- « Quand le critique fait défaut », Critique et violence, actes du colloque de l’université Paris-Diderot (avril 2012), Éditions Hermann, 2014.
- « Jean Bastaire ou “l’insurrection de la charité” », Bulletin de l’Amitié Charles Péguy, n° 145, janvier-mars 2014.
- « Ma situation est énorme, exactement comme ma misère », dossier Charles Péguy, Nunc, n° 32, février 2014.
- « Le culte des fantômes », Esquisse(s), n° 7, automne 2014.
- « Dans quelle langue Péguy nous parle-t-il ? », dossier Charles Péguy, Revue des deux mondes, janvier 2015.
- « Appelons ça la vie dédoublée », à propos d'Une enfance de rêve, de Catherine Millet, Critique, n° 814, mars 2015.

### Entretiens

#### Sur le métier de critique
- avec Aurélie Djian[7]
  - Aurélie Djian et Johan Faerber (Séries Editor), Écrire, publier et lire : Anthologie, Hatier, 2009, 160 p. (ISBN 978-2-2189-3636-4)

#### Autour de la religion et de la littérature
- avec Pauline Bruley[8]
  - Bulletin de l'Amitié Charles Péguy, N° 135-136, octobre-décembre 2011, p. 225-243[9]
- avec Bertrand Revillion
  - Conversations spirituelles, coll. « Grands Témoins », 2014, 157 p., tome 2 (ISBN 978-2-7122-1319-0). Entretien d'abord paru dans la revue Prier.